# エレーナ・ゴーディナ
イェレーナ・ゴーディナ（ロシア語: Елена Михайловна Година、1977年9月17日 - ）は、ロシアの元女子バレーボール選手。元バレーボールロシア女子代表。

## 来歴
エカテリンブルク出身。日本のVリーグでもプレー経験があり、日本のファンにもおなじみの存在である。2000年、シドニー五輪に出場し銀メダルを獲得。その後、元ロシア女子代表のニコライ・カルポリ監督との確執で一時は代表から遠退いていたが、2005年より監督がジョバンニ･カプララ監督に代わり、代表復帰を果たした。同年のヨーロッパ選手権でベストスパイカー賞に輝いた。2006年世界選手権に出場し金メダルを獲得するとともに、ベストサーブ賞を受賞した。ジャンプサーブがゴーディナの一番の武器であり、高い打点から突き刺さるような角度で打ってくる。

## 所属クラブ
- ウラロチカ・エカテリンブルク （1994-1997年）
- Dubrownik （1997-1998年）
- NECレッドロケッツ （1998-1999年）
- ウラロチカ・エカテリンブルク （1999-2001年）
- エジザージュバシュ （2001-2002年）
- テネリフェ・マリシャル （2003-2004年）
- ディナモ・モスクワ （2004-2005年）
- BigMat Sanapaolo Chieri （2005-2006年）
- ディナモ・モスクワ （2006-2011年）